# Paul Berthon

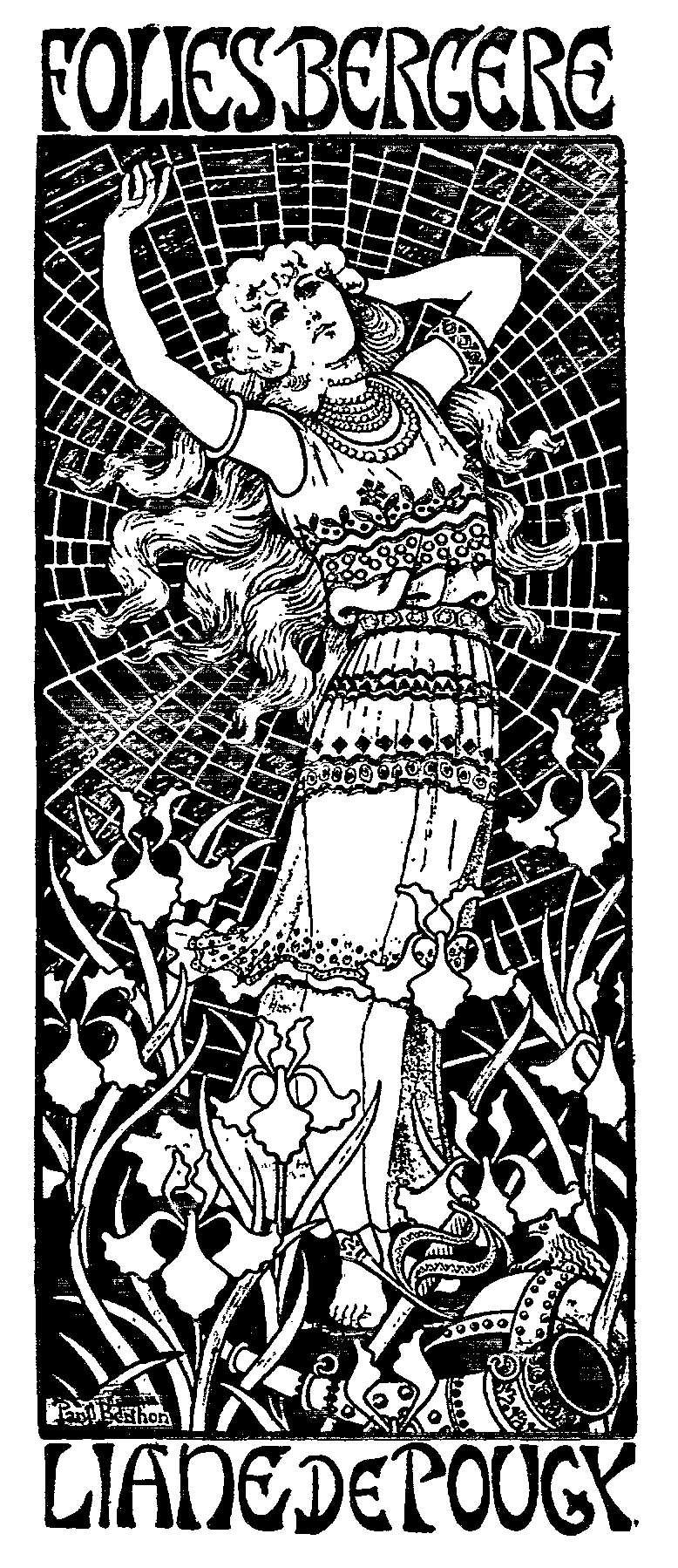
Plakat Folies Bergéres

Paul Louis Joseph Berthon (* 15. März 1872 in Villefranche-sur-Saône; † 27. Februar 1934 in Sceaux) war ein französischer Maler, Lithograph, Plakatkünstler und Designer des Jugendstils.
Als Sohn eines Inspektors der Grundschule geboren, begann er Malerei in seiner Heimatstadt Villefranche-sur-Saône zu studieren. 1893 zog er nach Paris, wo er an der École normale d’enseignement du dessin bei Luc-Olivier Merson und Puvis de Chavannes studierte. Danach wurde er Student von Eugène Grasset. Bis etwa 1896 malte er im Stile Grassets, dann widmete er sich ausschließlich dem Jugendstil.
Paul Berthon beschäftigte sich auch mit dem Möbeldesign, für die Firma Villeroy & Boch entwarf er viele Keramikerzeugnisse.
Im Alter von 61 Jahren gestorben, hinterließ er hunderte von verschiedenartigen schwarzweißen und mehrfarbigen Lithographien.